# Pero moritzi
Pero moritzi là một loài bướm đêm trong họ Geometridae.